# Синкевицька сільська рада
Синкевицька сільська́ ра́да (біл. Сінкевіцкі сельсавет) — адміністративно-територіальна одиниця у складі Лунинецького району Берестейської області Білорусі. Адміністративний центр — село Синкевичі.

## Склад
Населені пункти, що підпорядковувалися сільській раді станом на 2009 рік:
| Населений пункт | Тип  | Населення, осіб (2009) |
| --------------- | ---- | ---------------------- |
| Лутовень        | село | 213                    |
| Мокрово         | село | 463                    |
| Намокрово       | село | 33                     |
| Острово         | село | 180                    |
| Синкевичі       | село | 928                    |
| Ситницький Двор | село | 127                    |

## Населення
За переписом населення Білорусі 2009 року чисельність населення сільської ради становила 1944 особи.

### Національність
Розподіл населення за рідною національністю за даними перепису 2009 року:
| Національність | Осіб | Відсоток |
| -------------- | ---- | -------- |
| білоруси       | 1907 | 98,10 %  |
| росіяни        | 31   | 1,59 %   |
| українці       | 6    | 0,31 %   |
| Разом          | 1944 | 100 %    |